# HMS Eridge (L68)
«Ерідж» (L68) (англ. HMS Eridge (L68) — військовий корабель, ескортний міноносець типу «Хант» «II» підтипу Королівського військово-морського флоту Великої Британії за часів Другої світової війни.
«Ерідж» був закладений 21 листопада 1939 року на верфі компанії Swan Hunter, в містечку Тайн-енд-Вір. 28 лютого 1941 року увійшов до складу Королівських ВМС Великої Британії.